# 清水雅治
清水 雅治（しみず まさじ、1964年7月7日 - ）は、島根県浜田市出身の元プロ野球選手（内野手・外野手、右投右打）、プロ野球コーチ。現在は北海道日本ハムファイターズでファーム総合コーチを務める。
2017年から2023年まで、野球日本代表トップチームの外野守備・走塁コーチとして、プレミア12・五輪・WBCの優勝に貢献した。
日本プロ野球（NPB）では、現役最後の年（西武ライオンズに在籍していた2002年）に選手兼任でコーチを務めたことを皮切りに、20年連続（延べ5球団）でコーチを務めた。婚姻歴は2回で、最初の妻は金高麻里（元・中部日本放送アナウンサー）。

## 経歴

### プロ入り前
島根県立浜田高等学校では春夏合わせて3度の甲子園に出場し、夏の甲子園は1年次から2年連続で出場した。2年次の第63回夏の甲子園では初戦で福島商業の古溝克之から大会第1号となるホームランを放つもチームは延長戦で敗れた。
卒業後は三菱自動車工業に入社すると、当時社会人野球に参加していた硬式野球部へ入部。入部後に都市対抗野球大会へ数回出場していて、1988年の第59回大会では、東芝の補強選手としてチームの優勝に貢献した。
1988年のドラフト会議で、内野手として中日ドラゴンズから6位指名を受け、入団。入団当初の背番号は4。

### 中日時代
入団1年目の1989年から主に二塁手として、一軍公式戦に出場。背番号を42に変更した1990年には、二軍のウエスタン・リーグ優勝によって進出したジュニア日本選手権（東京ドーム）で、読売ジャイアンツ（イースタン・リーグ優勝チーム）の石毛博史から代打逆転サヨナラ3点本塁打を放って最優秀選手に選ばれた。
1991年はウエスタン・リーグで盗塁王を獲得するが、一軍への定着には至らなかった。
1992年から外野手に転向すると、「1番・中堅手」として一軍に定着。一軍公式戦には114試合の出場で、チームトップの14盗塁を記録したほか、初本塁打を皮切りに4本の本塁打を放った。
1993年には、一軍公式戦83試合の出場で3本塁打をマーク。もっとも、打席数は前年の397から85、盗塁数は14から6にまで激減した。
1994年には背番号を40に変更。一軍公式戦では108試合の出場で、ノーアーチながらキャリアハイ（チームトップ）の23盗塁を記録。セントラル・リーグ（セ・リーグ）のレギュラーシーズン最終戦で、勝ったチームがリーグ優勝を確定させる読売ジャイアンツ（巨人）との大一番（10.8決戦）にも「1番・左翼手」としてスタメンに起用された。この試合では二塁打を含む2安打を放ったが、チームはリーグ優勝を逸している。
1995年には、背番号4を6年振りに着用。一軍公式戦では、前年を上回る110試合に出場したほか、キャリアハイの5本塁打を記録した。シーズン終了後に、村田勝喜・山野和明との交換トレードで、前原博之と共に西武ライオンズへ移籍。

### 西武時代
移籍した時点で俊足の若手野手（松井稼頭央や大友進など）が一軍に台頭しつつあったため、移籍前の数年間ほどには一軍公式戦へ出場できなかったものの、代走や外野の守備要員としてチームを支えた。
1997年には92試合の出場で13盗塁、翌1998年には89試合の出場で20盗塁をマーク。両年とも、チームのパシフィック・リーグ優勝に貢献。1998年には規定打席未満ながらプロ野球生活で唯一の打率3割、2001年には103試合の出場で13盗塁を記録している。
2002年には、一軍の守備・走塁コーチ補佐を兼任した。外野手としては一軍公式戦51試合に出場したものの、この年限りで現役を引退。引退に際しては、他球団からの移籍選手にもかかわらず、球団が引退セレモニーを開いた。同日、相手チームの福岡ダイエーホークス（現福岡ソフトバンクホークス）で引退を表明していた、かつて西武の人気選手だった秋山幸二の引退セレモニーも行われ、対戦チーム同士で引退選手を送り出すという粋な演出であった。ちなみに、先述の通り中日では8年間の在籍中に背番号を3回変更していたが、西武では6年間の現役生活を通じて背番号44を着用していた。

### 現役引退後

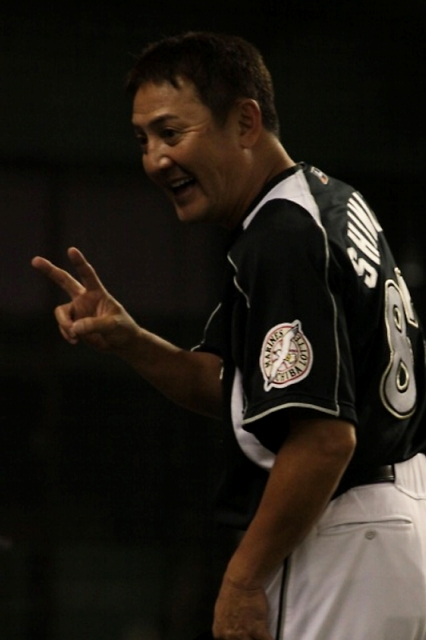
ロッテ一軍外野守備・走塁コーチ時代
(2013年7月24日)

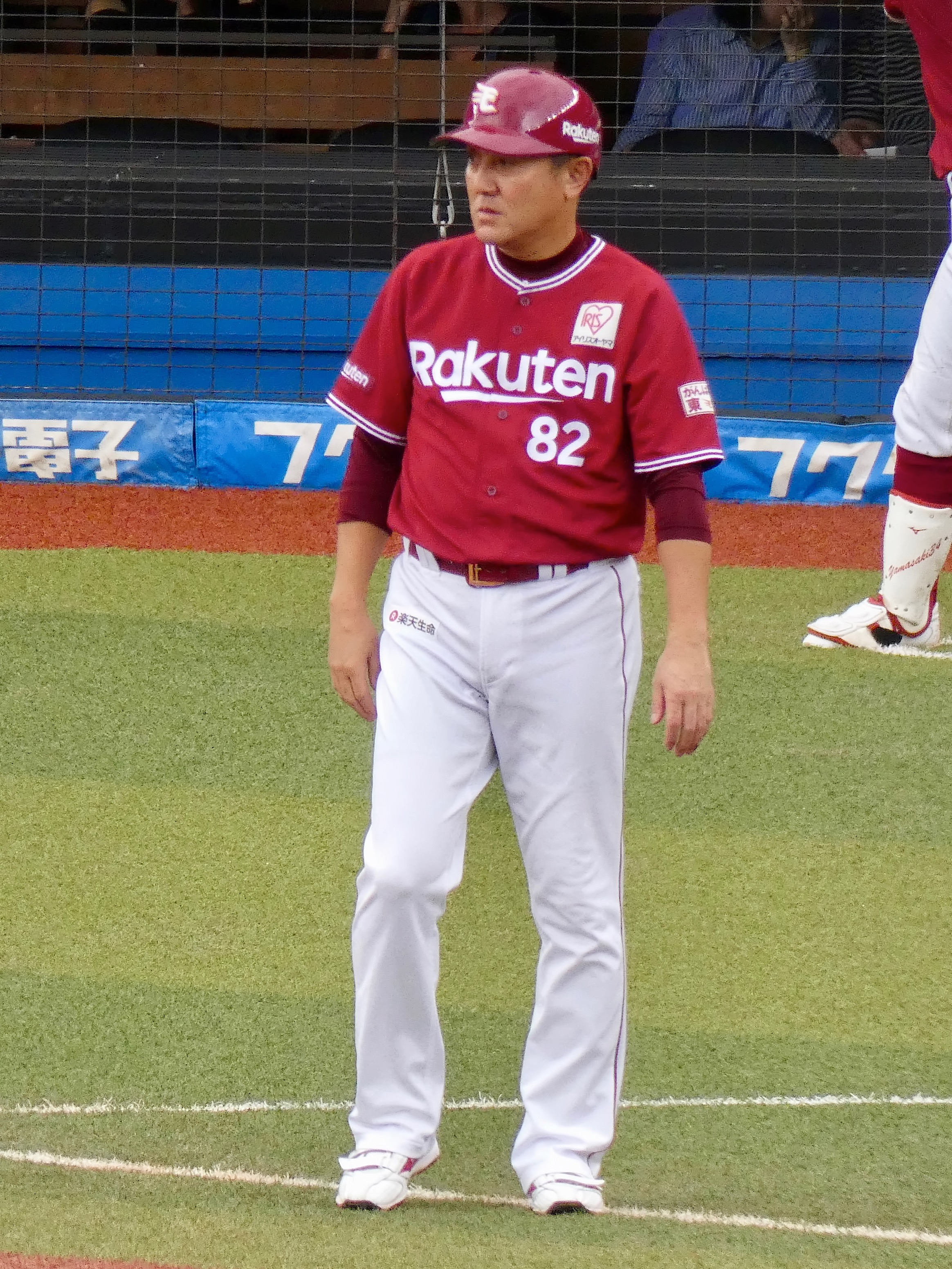
楽天一軍外野守備・走塁コーチ時代
（2018年9月15日 ZOZOマリンスタジアム）

2003年からは西武ライオンズの守備・走塁コーチを務めた。背番号は72。一軍の試合では三塁コーチを担当。伊東勤が一軍監督を解任された2007年限りでコーチを退任した。
2008年からは北海道日本ハムファイターズの一軍外野守備・走塁コーチを務めた。当時一軍監督で、浜田高校の先輩だった梨田昌孝から招聘を受けて就任し、投手から外野手に転向したばかりの糸井嘉男や、内野手から外野手に転向したばかりの陽岱鋼・中田翔の守備力を高め、球界を代表する外野手にまで育て上げた。2012年に退団。
2013年からは千葉ロッテマリーンズの一軍外野守備・走塁コーチを務めた。この年から一軍監督だった伊東から招聘を受けて就任。2017年に6年振りのパシフィック・リーグ最下位に沈んだこともあり退団。その一方、野球日本代表トップチームの監督に就任した稲葉篤紀の下で、代表コーチを兼任。11月に行われた、第1回アジアプロ野球チャンピオンシップでは日本代表外野守備・走塁コーチを務めた。
2018年からは東北楽天ゴールデンイーグルスの一軍外野守備・走塁コーチを務めた。背番号は82。当時一軍監督だった梨田から再び招聘を受けての就任だったが、この年の一軍はレギュラーシーズンの開幕から低迷。球団はシーズン途中の6月16日付で梨田を解任するとともに、一軍ヘッドコーチの平石洋介を監督代行に立てたが、清水は一貫して一軍を指導していた。当初は2019年もチームに残留することを予定していたが、中日時代のチームメイトで当時から公私ともに親交の深い矢野燿大が阪神タイガースの一軍監督に就任することが2018年10月に決定。矢野が就任に際して清水の招聘を希望していたことから、楽天を10月16日付で退団した後に、同月22日付で阪神の一軍ヘッドコーチに就任した。背番号は81。
2019年からは阪神タイガースの一軍ヘッドコーチを務めた。2021年は二軍野手総合コーチへ異動。なお、2019年11月に行われた第2回プレミア12・2021年8月に行われた東京五輪では、野球日本代表の外野守備・走塁コーチとして、金メダル獲得に貢献した。その後阪神を退団し、中日への入団1年目から（14年間の現役生活を含めて）34年にわたって携わり続けたNPBの現場をいったん離れた。
2022年4月からは学生野球資格回復制度を活用し、母校である浜田高校の硬式野球部特別顧問に就任。期間は当初1カ月間の予定だったが、清水の希望により2023年まで継続した。浜田高校は2022年夏の第104回全国高等学校野球選手権大会島根県大会を優勝し、本大会開幕前の登録選手から新型コロナウイルスへの感染が相次いで確認されたにもかかわらず、18年ぶりとなる3回戦進出を果たした。また同年はBS朝日で西武戦を数試合のみ解説を担当。その一方で、野球日本代表トップチームの監督に就任した栗山英樹の下でも、代表コーチを兼任。
2023年3月の第5回ワールド・ベースボール・クラシック（WBC）では、栗山が指揮する日本代表の外野守備・走塁（一塁担当）コーチとして、チームを3大会・14年振りの優勝に導いている。同年4月には、故郷である浜田市の「エキスパート指導者」として業務提携を結んだ。
2024年からは北海道日本ハムファイターズのファーム総合コーチに就任。背番号は78。野球日本代表トップチームの監督から、同球団のゼネラルマネジャーを経てファーム監督へ転身した稲葉の下で、3年ぶりのプロ球団コーチ復帰となった。稲葉が体調不良を訴えた6月30日と7月1日は、二軍監督代行を務めた。

## 詳細情報

### 年度別打撃成績
| 年 度      | 球 団      | 試 合 | 打 席 | 打 数 | 得 点 | 安 打 | 二 塁 打 | 三 塁 打 | 本 塁 打 | 塁 打 | 打 点 | 盗 塁 | 盗 塁 死 | 犠 打 | 犠 飛 | 四 球 | 敬 遠 | 死 球 | 三 振 | 併 殺 打 | 打 率 | 出 塁 率 | 長 打 率 | O P S |
| ---------- | ---------- | ----- | ----- | ----- | ----- | ----- | -------- | -------- | -------- | ----- | ----- | ----- | -------- | ----- | ----- | ----- | ----- | ----- | ----- | -------- | ----- | -------- | -------- | ----- |
| 1989       | 中日       | 21    | 25    | 22    | 1     | 1     | 0        | 1        | 0        | 3     | 1     | 1     | 1        | 3     | 0     | 0     | 0     | 0     | 4     | 0        | .045  | .045     | .136     | .181  |
| 1990       | 中日       | 15    | 1     | 0     | 10    | 0     | 0        | 0        | 0        | 0     | 0     | 2     | 1        | 0     | 0     | 1     | 0     | 0     | 0     | 0        | .000  | 1.000    | .000     | 1.000 |
| 1991       | 中日       | 15    | 7     | 6     | 4     | 0     | 0        | 0        | 0        | 0     | 0     | 1     | 0        | 0     | 0     | 0     | 0     | 1     | 1     | 0        | .000  | .140     | .000     | .143  |
| 1992       | 中日       | 114   | 397   | 341   | 49    | 78    | 14       | 1        | 4        | 106   | 22    | 14    | 10       | 10    | 2     | 43    | 0     | 1     | 63    | 9        | .229  | .315     | .311     | .626  |
| 1993       | 中日       | 83    | 85    | 74    | 17    | 19    | 4        | 0        | 3        | 32    | 9     | 6     | 3        | 7     | 0     | 3     | 0     | 1     | 12    | 1        | .257  | .295     | .432     | .727  |
| 1994       | 中日       | 108   | 250   | 218   | 35    | 60    | 6        | 2        | 0        | 70    | 18    | 23    | 9        | 10    | 0     | 22    | 0     | 0     | 33    | 5        | .275  | .342     | .321     | .663  |
| 1995       | 中日       | 110   | 288   | 255   | 34    | 69    | 9        | 0        | 5        | 93    | 20    | 8     | 8        | 10    | 1     | 22    | 1     | 0     | 34    | 3        | .271  | .327     | .365     | .692  |
| 1996       | 西武       | 32    | 48    | 37    | 7     | 3     | 0        | 0        | 0        | 3     | 2     | 4     | 2        | 4     | 1     | 6     | 0     | 0     | 8     | 2        | .081  | .205     | .081     | .286  |
| 1997       | 西武       | 92    | 78    | 64    | 14    | 10    | 2        | 0        | 0        | 12    | 2     | 13    | 2        | 6     | 0     | 8     | 0     | 0     | 11    | 1        | .156  | .250     | .188     | .438  |
| 1998       | 西武       | 89    | 145   | 119   | 38    | 36    | 8        | 0        | 1        | 47    | 13    | 20    | 6        | 7     | 0     | 19    | 0     | 0     | 22    | 1        | .303  | .399     | .395     | .794  |
| 1999       | 西武       | 46    | 58    | 50    | 13    | 9     | 3        | 0        | 0        | 12    | 2     | 7     | 4        | 4     | 0     | 4     | 0     | 0     | 7     | 1        | .180  | .241     | .240     | .481  |
| 2000       | 西武       | 72    | 139   | 102   | 26    | 26    | 2        | 2        | 0        | 32    | 9     | 11    | 3        | 9     | 0     | 28    | 0     | 0     | 15    | 0        | .255  | .415     | .314     | .729  |
| 2001       | 西武       | 103   | 156   | 130   | 22    | 34    | 6        | 1        | 0        | 42    | 8     | 13    | 6        | 7     | 1     | 17    | 0     | 1     | 21    | 4        | .262  | .349     | .323     | .672  |
| 2002       | 西武       | 51    | 75    | 64    | 10    | 17    | 2        | 1        | 0        | 21    | 5     | 1     | 1        | 8     | 0     | 3     | 0     | 0     | 12    | 0        | .266  | .299     | .328     | .627  |
| 通算：14年 | 通算：14年 | 951   | 1752  | 1482  | 280   | 362   | 56       | 8        | 13       | 473   | 111   | 124   | 56       | 85    | 5     | 176   | 1     | 4     | 243   | 27       | .244  | .327     | .319     | .646  |

### 表彰
- ジュニア日本選手権MVP：1回（1990年）

### 記録
初記録
- 初出場：1989年4月23日、対広島東洋カープ2回戦（広島市民球場）、6回裏に二塁手で出場
- 初安打・初打点：1989年5月9日、対広島東洋カープ3回戦（ナゴヤ球場）、8回裏に畝龍実から適時三塁打
- 初先発出場：1989年5月14日、対横浜大洋ホエールズ7回戦（横浜スタジアム）、2番・二塁手で先発出場
- 初盗塁：1989年5月24日、対阪神タイガース5回戦（ナゴヤ球場）、8回裏に二盗（投手：住友一哉、捕手：岩田徹）
- 初本塁打：1992年4月19日、対読売ジャイアンツ3回戦（ナゴヤ球場）、3回裏に木田優夫からソロ

### 背番号
- 4（1989年[3]、1995年[3]）
- 42（1990年[3] - 1993年）
- 40（1994年[3]）
- 44（1996年[6] - 2002年）
- 72（2003年[7] - 2007年）
- 87（2008年 - 2017年）
  - 野球日本代表トップチーム（2017年 - 2023年）でも着用。
- 82（2018年[12]）
- 81（2019年[16] - 2021年）
- 78（2024年[24] - ）